# Stazione di Piacenza
Stazione di Piacenza vasútállomás Olaszországban, Piacenza településen.

## Vasútvonalak
Az állomást az alábbi vasútvonalak érintik:
- Milánó–Bologna-vasútvonal
- Alessandria–Piacenza-vasútvonal
- Piacenza–Cremona-vasútvonal

## Kapcsolódó állomások
A vasútállomáshoz az alábbi állomások vannak a legközelebb:
- Stazione di Santo Stefano Lodigiano (Milánó–Bologna-vasútvonal)
- Stazione di Pontenure (Milánó–Bologna-vasútvonal)
- Stazione di San Nicolò (Alessandria–Piacenza-vasútvonal)
- Borghetto San Lazzaro railway halt (Piacenza–Cremona-vasútvonal)